# Fadi Saad

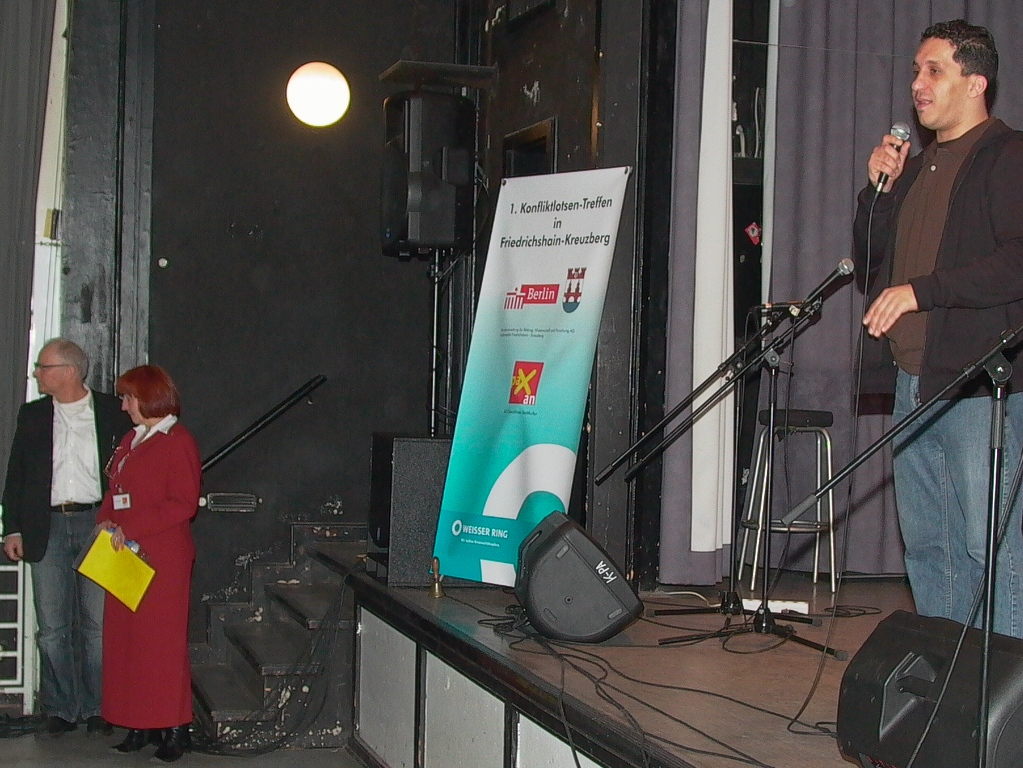
Saad vor Mediatoren in Kreuzberg 2009, links Veranstalter Günther und Wennekers

Fadi Saad (* 25. Juli 1979 in Berlin) ist ein deutsch-palästinensischer ehemaliger Quartiersmanager in Berlin-Neukölln und Polizist.

## Leben
Saad wurde als ältestes Kind einer palästinensischen Migrantenfamilie im West-Berliner Wedding geboren. Saad wuchs in Berlin in einer Problemgegend, dem Soldiner Kiez, auf. In der Hauptschule machte Fadi Saad schon in jungen Jahren Erfahrungen mit Diskriminierung und Gewalt. Das Schuleschwänzen wurde früh zur Normalität, so dass er als Schüler scheiterte. Zusammenhalt und Akzeptanz fand er zum ersten Mal mit 13 Jahren in der Berliner Jugendgang „Araber Boys 21“, doch zugleich schien damit auch sein weiterer Abstieg vorhersehbar: Prügeleien, häufige Gewalttaten und Delinquenz. Erst nach einem Aufenthalt im Jugendarrest änderte er sein Leben radikal: Fadi Saad holte seinen Schulabschluss nach und absolvierte erfolgreich eine Ausbildung zum Bürokaufmann. Er wurde beim Arabischen Kulturinstitut AKI angestellt, wo er bald auch als Kinder- und Jugendbetreuer eingesetzt wurde. Seit dem 1. September 2014 besuchte Saad eine Polizeischule. Diese Ausbildung schloss er am 31. August 2016 erfolgreich ab und ist seitdem nun im Dienst der Berliner Polizei tätig.

## Leistungen
Saad arbeitete als Quartiersmanager und Streetworker im Bezirk Neukölln mit jungen Menschen.
Er begleitete 2006 Angela Merkel zum Staatsempfang in den Elysée-Palast, um dort über Chancengleichheit und Integration zu referieren. 2008 wurde sein Buch Der große Bruder von Neukölln veröffentlicht und er hielt Lesungen.

## Auftritte in TV-Talkshows
- Menschen bei Maischberger (2007)[11]
- Anne Will (2008)[12]
- Maybrit Illner: Kreuzzug 2010 – Gehört der Islam wirklich zu Deutschland? (2010)[13]
- Hart aber fair: Integration im Praxistest – Wie viele Einwanderer verträgt Deutschland? (2010)[14][15]

## Auszeichnungen
- 2007: Interkultureller Dialog-Preis
- 2009: Deutscher Förderpreis Kriminalprävention 2009, Stüllenberg-Stiftung Münster

## Schriften
- Der große Bruder von Neukölln – Ich war einer von ihnen – vom Gang-Mitglied zum Streetworker. Herder Verlag, Freiburg, (2.) 2010, ISBN 978-3451062575.
- Kampfzone Straße – Jugendliche Gewalttäter jetzt stoppen. Herder Verlag, Freiburg 2012, ISBN 978-3451304729.